# 乔治·D·伍兹
乔治·戴维·伍兹（George David Woods，1901年—1982年），美国银行家，曾任世界银行行长。

## 生平
伍兹於1901年在马萨诸塞州波士頓出生，父母是猶太人。他完成高中課程後，在債券包銷商Harris, Forbes & Co.當辦公室雜務員。在公司提議下，他上夜校修讀銀行學及金融學。他後來當上包銷部的買手，26歲升上副總裁的位置。1930年公司被美國大通銀行收購，他當上新公司的副總裁。他後來成為第一波士頓的副總裁及董事會成員。
第一波士頓能夠晉身成為美國最大的投資銀行之一，伍兹居功不少。1947年他成為兩位執行副總裁之一，1948年當上執行委員會主席，1951年當上董事會主席。
伍兹在世界銀行的任期內，国际投资争端解决中心成立。